# نیویورک (تگزاس)
نیویورک (به انگلیسی: New York) یک منطقهٔ مسکونی در ایالات متحده آمریکا است که در شهرستان هندرسون، تگزاس واقع شده‌است.